# الفبای تای تام
الفبای تای تام (تایلندی: อักษรธรรมล้านนา) یک سامانه نوشتاری است که Tua Mueang و Lanna هم نام دارد که برای نوشتن زبان تایلندی شمالی و زبان تای لو و زبان خون استفاده می شود.